# Amtrak Cascades
| \| \| 0 \| Vancouver–Pacific Central Station \| Vancouver–Pacific Central Station \| \| \| \| Staatsgrenze Kanada–USA \| \| \| \| 100 \| Bellingham \| Bellingham \| \| \| 142 \| Mount Vernon \| Mount Vernon \| \| \| 166 \| Stanwood \| Stanwood \| \| \| 198 \| Everett \| Everett \| \| \| 224 \| Edmonds \| Edmonds \| \| \| 253 \| Seattle–King Street Station \| Seattle–King Street Station \| \| \| 270 \| Tukwila \| Tukwila \| \| \| 315 \| Tacoma \| Tacoma \| \| \| 373 \| Lacey–Olympia \| Lacey–Olympia \| \| \| 404 \| Centralia \| Centralia \| \| \| 473 \| Kelso–Longview \| Kelso–Longview \| \| \| 538 \| Vancouver \| Vancouver \| \| \| \| Grenze Washington–Oregon \| \| \| \| 554 \| Portland–Union Station \| Portland–Union Station \| \| \| 578 \| Oregon City \| Oregon City \| \| \| 637 \| Salem \| Salem \| \| \| 682 \| Albany \| Albany \| \| \| 752 \| Eugene \| Eugene \| |     |                                   |                                   |
| Bahnhof | 0   | Vancouver–Pacific Central Station | Vancouver–Pacific Central Station |
| Grenze |     | Staatsgrenze Kanada–USA           | Staatsgrenze Kanada–USA           |
| Haltepunkt / Haltestelle | 100 | Bellingham                        | Bellingham                        |
| Haltepunkt / Haltestelle | 142 | Mount Vernon                      | Mount Vernon                      |
| Haltepunkt / Haltestelle | 166 | Stanwood                          | Stanwood                          |
| Haltepunkt / Haltestelle | 198 | Everett                           | Everett                           |
| Haltepunkt / Haltestelle | 224 | Edmonds                           | Edmonds                           |
| Bahnhof | 253 | Seattle–King Street Station       | Seattle–King Street Station       |
| Haltepunkt / Haltestelle | 270 | Tukwila                           | Tukwila                           |
| Haltepunkt / Haltestelle | 315 | Tacoma                            | Tacoma                            |
| Haltepunkt / Haltestelle | 373 | Lacey–Olympia                     | Lacey–Olympia                     |
| Haltepunkt / Haltestelle | 404 | Centralia                         | Centralia                         |
| Haltepunkt / Haltestelle | 473 | Kelso–Longview                    | Kelso–Longview                    |
| Haltepunkt / Haltestelle | 538 | Vancouver                         | Vancouver                         |
| Grenze |     | Grenze Washington–Oregon          | Grenze Washington–Oregon          |
| Bahnhof | 554 | Portland–Union Station            | Portland–Union Station            |
| Haltepunkt / Haltestelle | 578 | Oregon City                       | Oregon City                       |
| Haltepunkt / Haltestelle | 637 | Salem                             | Salem                             |
| Haltepunkt / Haltestelle | 682 | Albany                            | Albany                            |
| Haltepunkt / Haltestelle | 752 | Eugene                            | Eugene                            |

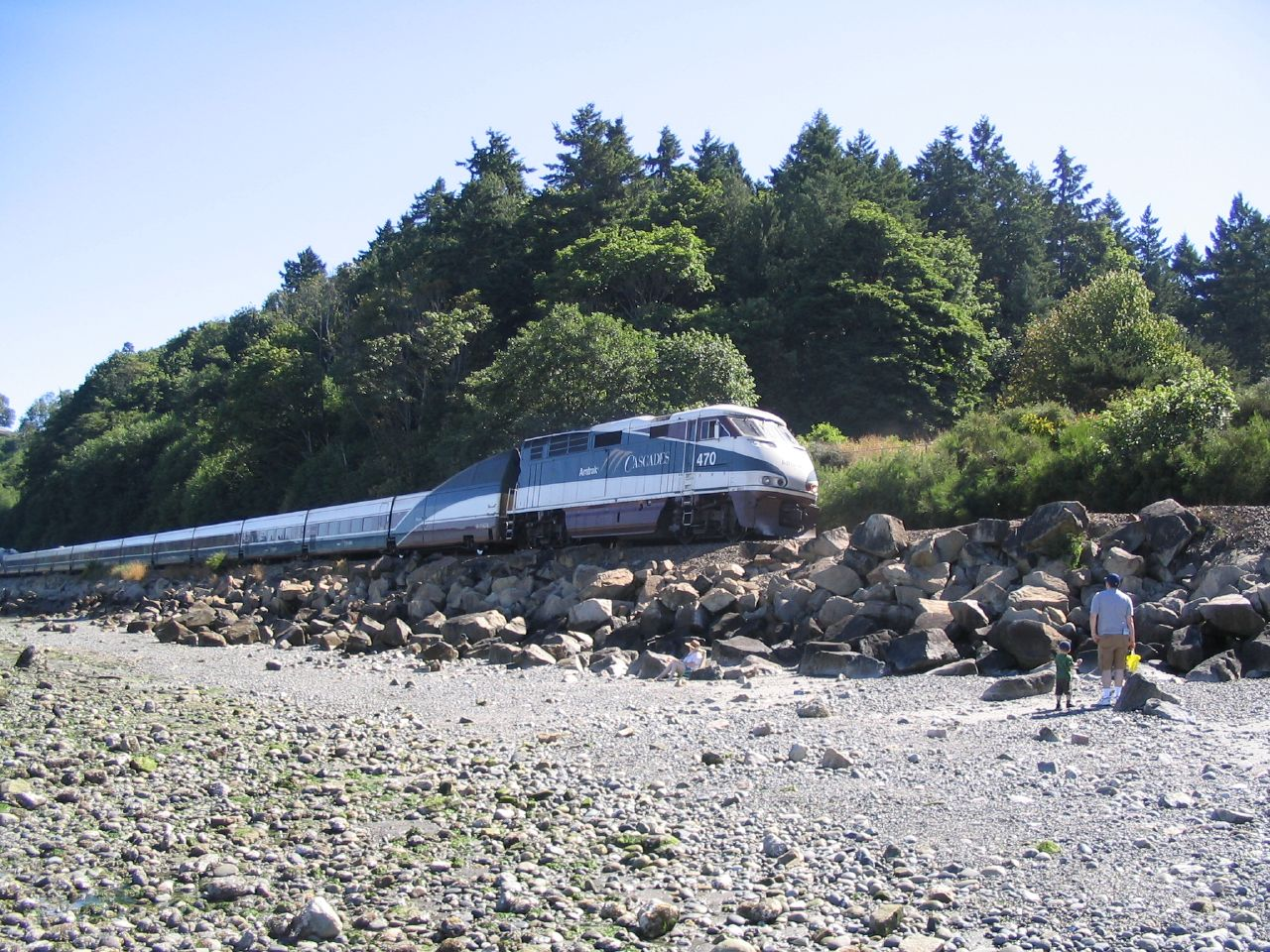
Ein Cascades-Zug in der Nähe von Seattle

Amtrak Cascades ist eine Eisenbahnlinie des Personenverkehrs, die von Amtrak betrieben wird und im Nordwesten der Vereinigten Staaten die US-Bundesstaaten Oregon und Washington mit der kanadischen Provinz British Columbia verbindet. Die Verbindung ist nach der Kaskadenkette benannt.
Die Route von Vancouver über Seattle und Portland nach Eugene ist 752 Kilometer lang (467 Meilen) und wird in jede Richtung zweimal am Tag befahren, im mittleren Abschnitt zwischen Seattle und Portland sogar viermal am Tag. Cascades steht hinsichtlich des Verkehrsaufkommens an achter Stelle der von Amtrak betriebenen Linien.
Ein zusätzlicher Zug auf der Strecke Seattle-Portland-Eugene fährt täglich als Coast Starlight weiter bis Los Angeles und zurück.

## Fahrzeuge

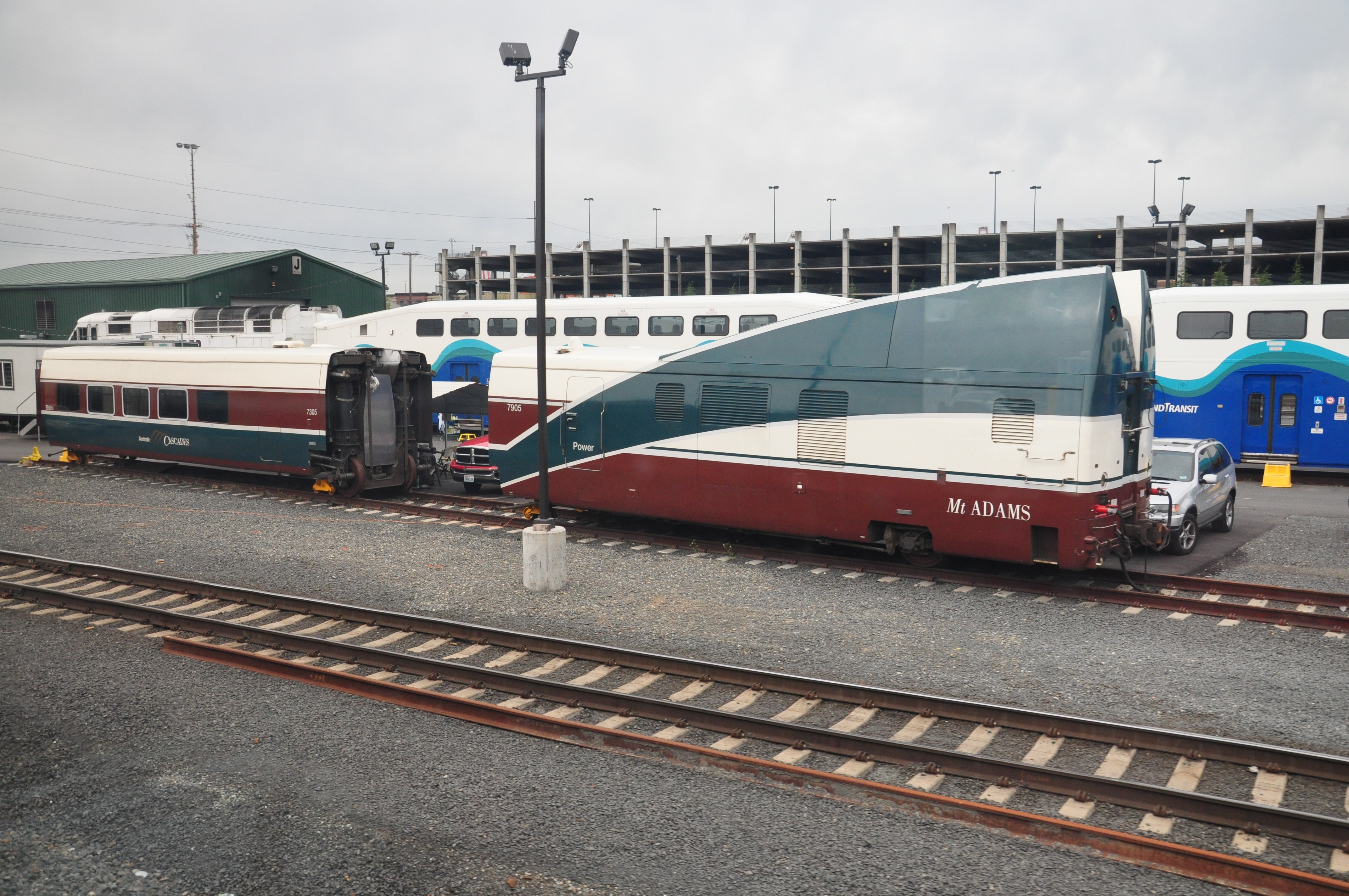
Talgo-Wagen

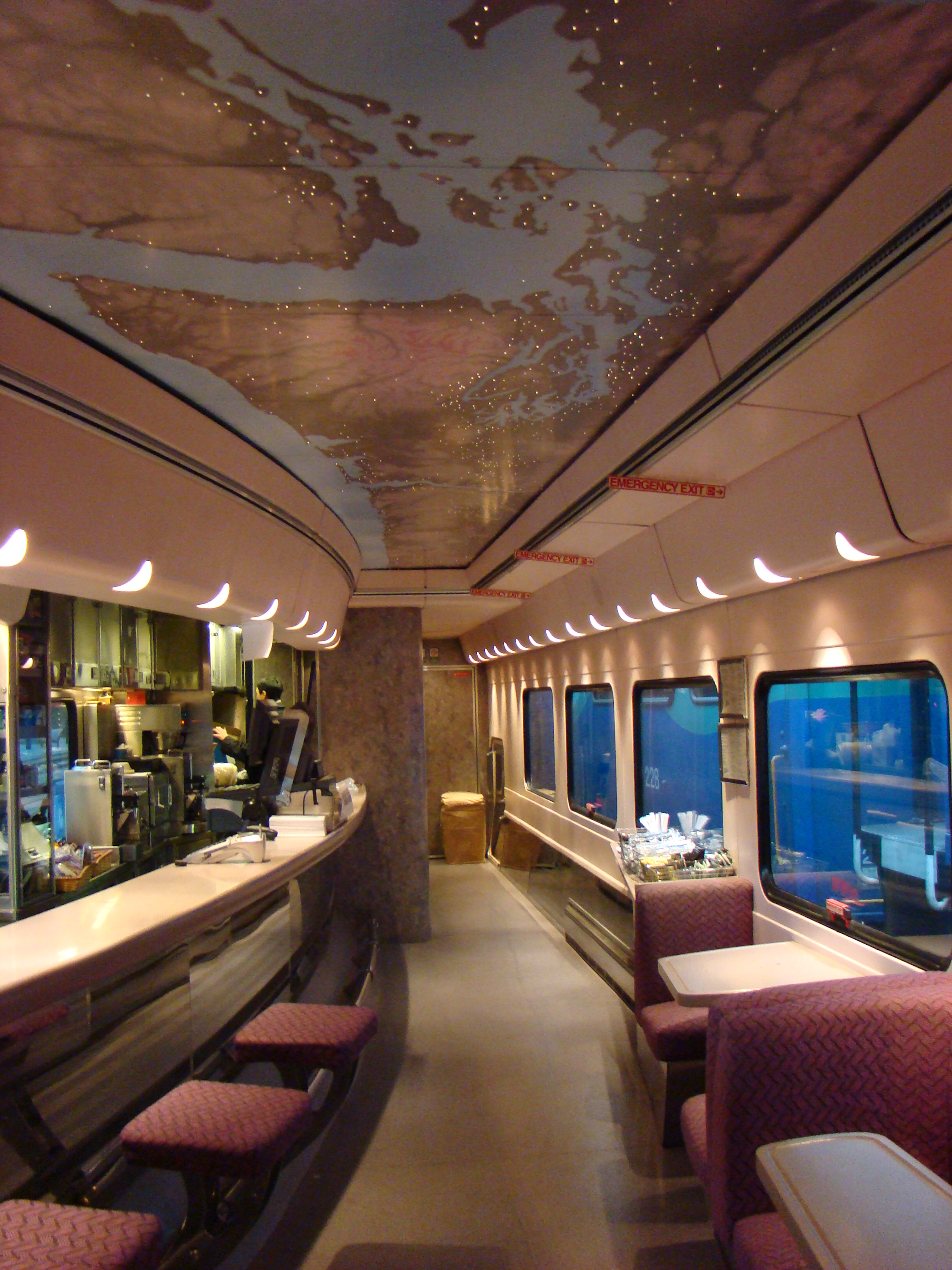
Wagen mit Restaurant

Eingesetzt werden Neigezüge des spanischen Herstellers Talgo mit einer Höchstgeschwindigkeit von 200 km/h. Aus Sicherheitsgründen wird aber höchstens 127 km/h gefahren. Vier der fünf Züge sind nach Bergen in den Kaskaden benannt: Mount Rainier, Mount Baker, Mount Adams und Mount Hood. Der fünfte wurde nach dem Mount Olympus in den Olympic Mountains benannt.

## Unfälle
Am 18. Dezember 2017 entgleiste der Amtrak-Zug 501 beim Eisenbahnunfall von DuPont südwestlich von Tacoma bis auf die nachlaufende zweite Lokomotive, wobei ein Waggon von einer Brücke auf die Interstate 5 stürzte. Es gab dabei drei Tote und mehr als 100 Verletzte. Als Unglücksursache wurde eine deutlich zu hohe Geschwindigkeit genannt.